# Heroes (cântec)
Heroes a fost piesa interpretată de Måns Zelmerlöw la Concursul Muzical Eurovision 2015, în urma căruia a câștigat marele trofeu. Piesa a fost scrisă la sfârșitul anului 2013 și scoasă pe piață abia pe data de 28 februarie 2015. În urma câștigării concursului european muzical aceasta a cunoscut un succes imens, urcând repede în topul celor mai ascultate melodii. Astfel, în Top 500 a urcat până pe locul 23, depășind melodii ale unor artiști cunoscuți precum Sam Smith, Rihanna, Katy Perry etc. Piesa are în continuare succes ajungând de la 2 milioane de vizionări pe youtube, la 6 milioane, în doar câteva zile.